# 기무라 헤이타로
기무라 헤이타로(일본어: 木村 兵太郎, 1888년 9월 28일 ~ 1948년 12월 23일)는 일본의 군인이다. 일본 제국 육군의 대장으로, 별칭은 버마의 도살자였다.
태평양 전쟁이 종결된 이후, 극동 국제 군사 재판에서 사형 선고를 받고 교수형에 처해졌으며, 사후 야스쿠니 신사에 합사되었다.

## 인물과 경력

### 생애
1888년 사이타마에서 출생한 기무라는 1908년에 육사 20기로 졸업한 후 야포병 제16연대에 소위로 부임했다. 1916년 육군대학 28기를 수료한 기무라는 1917년부터 참모본부에서 일했는데 1922년에는 독일 주재 무관으로 파견되기도 했다. 1923년 귀국 후 소좌로 승진한 기무라는 1925년까지 육군대학에서 교관직을 맡다가 1926년에 포병 제24대대장으로 임명받아 현직부대로 돌아왔다. 1928년 중좌 계급이었던 기무라는 포병감 부원으로 일하다가 1929년 런던 군축조약에 일본대표의 일원으로 참석도 했다. 1931년 대좌로 승진해 야포병 제22연대장을 했는데 1935년 육군성의 정비국 과장을 거쳐 1936년 소장으로 승진해 육군성 병기국의 국장에 올랐다.
1939년 중장으로 승진해 제32사단장으로 부임한 기무라는 산둥 반도에서 학살을 저질렀으며 1940년 만주로 파견가 육군 만주 사령관으로 부임한 기무라는 만주지역 주민들을 강제 노동으로 쓰고자 수만명을 동원했으며 이중 저항하는 수천명의 주민들을 무자비한 학살을 벌였다. 그리고 끌려간 주민들에게 도망도 못가게 고압선을 치고 추위와 굶주림으로 수천명, 고문으로 수천명을 죽였다.
1944년 8월에 버마 방면군의 사령관으로 현지에 부임했다. 그리고 버마 철도를 건설을 지휘하여 수많은 인명을 희생시켰으며 그가 저지른 버마에서의 학살로 수십만명이 학살당했다.

### 버마에서 철수
1945년 영국군이 버마로 진공을 개시하자 버마의 방위는 수세에 몰리게 되었다. 기무라는 영국군의 버마침입을 알고는 공포에 질려 손을 부들부들 떨면서 아무런 작전지휘를 내리지 못했다. 4월 13일에 버마의 수도 랭군 북서부의 방위선을 지휘하던 사쿠라이 쇼죠 중장은 현지에서 벗어나려는 기무라에 대해 <전쟁진행 속도가 빨라 랭군이 전장이 되는 건 시간문제다, 랭군이 공격당하는데 방면군 사령관이 이동하거나 달아나면 작전상 곤란을 초래한다>라고 비판했다.사쿠라이 중장은 다시 <방면군 사령부를 빨리 샴(태국)고원으로 전진시켜 제 1선에서 지휘하시오>라고 진언했지만 기무라는 이를 각하했다. 방면군 참모장이던 다나카 신이치(田中新一)도 <방면군 사령부는 의연하게 랭군에 남아 현실적인 통제를 가하면서 정신적으로 중심을 잡아야 방면군 스스로가 랭군을 지켜낸다>고 주장했지만 기무라는 다나카가 출장중에 사령부의 철수를 결정해버렸다.
4월 23일에 기무라는 막료들과 함께 비행기로 랭군을 탈출해 태국 국경지대인 몰메인으로 철수했다. 전선에서 고생하던 예하 부대 및 일본이 지원하던 버마정부의 바 모우 수상, 자유인도정부의 찬드라 보스 주석 및 일본거류민들은 헌신짝처럼 버려지고 말았다. 남은 사람들은 육지로 탈출하다가 많은 희생자를 냈다. 그러나 아이러니컬하게도 기무라는 도망직후 육군대장으로 승진했다. 기무라를 포함한 버마 방면군 사령부의 랭군 폐기로 인해 방면군의 지휘계통은 큰 혼란에 빠졌다. 이라와디 강 서부에서 영국군과 교전중이던 제 28군은 적진에 고립되어 여기서 탈출하려던 부대원의 반 수 이상이 사망했다.버마에서의 일본군 피해는 전사자 약 14만 4천명이었는데 비극이라 여겨지는 임팔작전의 전사자는 1만 8천명으로 12.5%여서 버마에서의 전사자 대부분은 기무라가 도망친 직후에 급증했다. 스스로 도망쳐버려 군인으로서의 지휘도 버리고 동맹국의 외국요인들도 무시하고 달아난 그의 처사는 버마에서 살아남은 사람들의 격렬한 비판을 받아야 했다.

### 극동 국제 군사 재판
전후 A급 전범으로 기소된 기무라는 극동군사재판에서 사형을 선고받았다. 그의 죄목은 제 3차 고노에 내각, 도조 내각에서 육군차관을 지낸 일이 컸다. 당시 일본의 육군장관은 총리대신이 겸했기에 실질적인 군사책임자로서 그가 지목된 것이었다. 그러나 버마 방면군 사령관으로서의 행동은 기소되지 않았다.
기무라는 어디까지나 육군차관 재직시의 책임으로 기소된 것이었다. 재판당시 버마에서 민간인을 학살했다는 증언이 나왔고 이에 기무라는 오히려 훈장을 받아야 한다고 망언을 하는 바람에 변호사들마저 변호를 포기했으며 검찰에서는 그를 격렬하게 비난했다. 기무라에 대한 11명의 판사투표는 인도인 판사를 제외한 10명이 유죄로 인정했고 미국, 영국, 중국, 필리핀, 뉴질랜드, 캐나다, 네덜란드의 7명 판사들이 사형에 찬성했다.

### 사형
그 후 스가모 형무소에서 교수형을 받는다.

## 같이 보기
- 버마 전역